# Läuteordnung
Die Läuteordnung beschreibt das Glockengeläut einer Kirche, also welche Kirchenglocken zu welchem Anlass gemeinsam oder einzeln erklingen. In der Regel gibt sich die Kirchengemeinde selbst eine Läuteordnung. Dazu kann sie einen Glockensachverständigen oder -beauftragten hinzuziehen.

## Gebets- und Gedächtnisläuten
Das Gebetsläuten zu den Tageszeiten ist auf die Stundengebete der Klöster zurückzuführen. Heute wird, außer in lebenden Klöstern, nur dreimal am Tag geläutet: am Morgen (Laudes), am Mittag (Sext/Mittagshore) und am Abend (Vesper).
Das Läuten zu den Tageszeiten gibt es sowohl bei Katholiken als auch bei Protestanten. Bei Katholiken wird beim jeweiligen Läuten traditionell ein Gebet zur Verehrung der Menschwerdung Gottes gesprochen, das nach seinen Anfangsworten „Der Engel des Herrn“ (lateinisch: Angelus Domini) genannt wird, wonach das Läuten auch Angelus-Läuten heißt.

### „Angelus Domini“
Das Angelusläuten (auch Aveläuten) ist ein Gebetsläuten der katholischen Kirchen, das morgens, mittags und abends ausgeführt wird. Das abendliche kurze Nachläuten an den Angelus, Vaterunserläuten genannt, mahnt zum Vaterunser für die Verstorbenen des Tages oder der Woche. Dieser katholische Brauch ist häufig in Pfarreien der Schweiz, Österreichs und Süddeutschlands anzutreffen, so etwa am Münchner Dom.

### Betzeitläuten
Die evangelischen Kirchen praktizieren das Betläuten (Vaterunserläuten). Die sogenannte Betglocke (oder Vaterunserglocke) kann dabei geläutet oder durch einen Schlaghammer angeschlagen werden. Im letzteren Falle kann dies durch sieben (vgl. sieben Bitten des Vaterunser) oder neun (sieben Bitten zuzüglich Eröffnung und Doxologie) Schläge geschehen. Die Ausführung des Betläutens ist ebenso wie die Uhrzeiten, zu denen geläutet wird, regional sehr verschieden. Mancherorts ist es üblich, für die einzelnen Betzeiten unterschiedliche Glocken zu wählen.
Mit dem Läuten am Samstagabend wird der Sonntag eingeläutet. In manchen Gemeinden entfällt das Betzeitläuten am Karfreitag und am Karsamstag oder auch jeden Sonntag.

### Läutezyklus der Heiligen Woche
In der evangelischen Kirche beinhaltet der Läutezyklus der Heiligen Woche das Läuten zum Gedächtnis an das österliche Triduum, wobei der Schwerpunkt auf dem Geläut am Donnerstagabend und am Freitag liegt, da dieses als reines Gedächtnisgeläut ausgeführt wird und nicht mit einer gottesdienstlichen Feier verbunden ist.
Am Donnerstagabend erfolgt mancherorts das Gedächtnisläuten (auch „Angstläuten“ oder „Todesangstläuten“, „Ölbergläuten“, „Golgotaläuten“, „Gethsemaniläuten“) zur Erinnerung an das Gebet und an die Todesangst Christi am Ölberg. Dieser Brauch findet sich hauptsächlich in traditionell ausgerichteten Kirchengemeinden und ländlichen Regionen, im süddeutschen Raum, in der Schweiz, in Südtirol und Österreich wieder.
Hierbei versieht eine große, tontiefe Glocke, die Totenglocke oder – sofern vorhanden – die Dominica oder „Herrenglocke“ („Sonntagsglocke“) das Läuten.
Die Evangelische Landeskirche in Württemberg schlägt folgendes vor:
„Das Donnerstagabend-Läuten zur Erinnerung an Jesu Gebetskampf in Gethsemane [erfolgt durch] die Kreuzglocke, die unmittelbar nach der Betglocke bei Einbruch der Nacht geläutet wird. An die Stelle der Kreuzglocke kann auch die Dominika treten.“
Je nach Region und Vorgabe der Landeskirche oder der Diözese ertönen am Karfreitag maximal dreimal die Glocken zum Gedenken des Leidens und Sterbens Jesu.
- 9 Uhr: Kreuzigung („Kreuzigungsläuten“)
- 11 Uhr: Leiden Jesu („Herz-Jesu-Läuten“)
- 15 Uhr: Sterbestunde Jesu („Schiedläuten“, „Scheideläuten“, „Scheidungsläuten“)
- 16 Uhr: Kreuzabnahme

Das 11-Uhr- oder das 15-Uhr-Läuten kann zur Erinnerung an das Heilsgeschehen des Karfreitags geschehen. Hierbei ertönt bei kleineren Geläuten (bis vier Glocken) das Vollgeläut, bei größeren Geläuten ein Teilmotiv. Diese Art des Läutens ist eher im süddeutschen Raum sowie in Österreich und in der Schweiz verbreitet.
Mancherorts hat sich in Deutschland, Österreich und der Schweiz das 15-Uhr-Läuten bis heute gehalten. Oftmals unterbleibt danach jegliches Läuten bis zum Ostersonntag. Das 11-Uhr-Läuten und das 16-Uhr-Läuten sind heute selten. Hier finden die Glocken mit den Bezeichnungen Christusglocke oder Dominica, Kreuzglocke oder Schiedglocke Verwendung. In Tirol gilt es um 15 Uhr, mit der größten vorhandenen Glocke zu läuten.
Im Gebiet der fünf neuen Bundesländer in Deutschland ist es sogar überwiegend die Regel bei den evangelischen Kirchgemeinden, am Karfreitag zur Sterbestunde 15 Uhr die tontiefste Glocke solistisch zu läuten, besonders in Sachsen – sowohl in städtischen als auch ländlichen Kirchgemeinden. Genannt seien z. B. die Kreuzkirche zu Dresden und Kirchgemeinden im Erzgebirge.
Eine große Zahl der evangelischen Kirchen im Ruhrgebiet praktiziert ebenfalls dieses Schiedläuten um 15 Uhr, so bspw. auch die Reinoldikirche in Dortmund. 
In der katholischen Kirche wird zum Gloria der Messe vom Letzten Abendmahl am Gründonnerstag letztmals geläutet, anschließend unterbleibt bis zum Gloria der Feier der Osternacht jegliches Läuten. Einer Volkslegende nach fliegen in der Zwischenzeit die Glocken nach Rom, um den Ostersegen des Papstes zu erhalten. Statt die Glocken zu läuten, werden am Karfreitag und Karsamstag traditionell Ratschen oder Kleppern gebraucht.

## Läutezeichen zum Gottesdienst
Ein von vielen Gemeinden praktizierter Grundsatz in Bezug auf das Geläute zum Gottesdienst ist, dass sich das eingesetzte Geläut nach der Art des Gottesdienstes, des Tages oder der Kirchenjahreszeit richten sollte. Zu einer Andacht an einem Wochentag in der Fastenzeit wird demnach ein kleineres Geläut eingesetzt als zum Festgottesdienst zu Ostern oder Weihnachten. Je größer das vorhandene Geläute ist, desto genauer lassen sich die verschiedenen Anlässe unterscheiden. In sehr vielen Gemeinden wird beim Läuten zwischen Gottesdiensten am Sonntag/Feiertag und Gottesdiensten an Wochentagen unterschieden, da dies schon bei kleineren Geläuten möglich ist. In Gemeinden mit einem umfangreichen Geläut erklingt die größte Glocke oder das Vollgeläut in der Regel nur an Festtagen.

### Einläuten
Das Einläuten am Vortag (Vesperläuten, Feierabendläuten) gilt für Sonntage und Hochfeste. Wochentage werden nie eingeläutet. Dieser Brauch geht auf das Läuten zur ersten Vesper zurück. Daher findet das Einläuten üblicherweise am Vorabend des betreffenden Sonntags oder Hochfestes gegen 18:00 statt. In vielen Gemeinden findet das Einläuten aber bereits früher statt (z. B. 17:00, 16:00, 14:00, 13:00 oder sogar 12:00). Vielfach kommt beim Einläuten das gleiche Geläute zum Einsatz, wie am Folgetag zum Haupt- oder Zusammenläuten (also ein mehrstimmiges Geläut). Ebenso verbreitet ist aber auch das Läuten mit einer einzelnen Glocke.
Evangelische Kirchen im mittleren  Erzgebirgskreis (Sachsen) praktizieren mitunter ein Läuten in drei Pulsen: dazu erklingt dreimal für 12 Minuten lang das Vollgeläut, jeweils zweimal unterbrochen durch 12 Minuten Pause. Gängig ist diese Tradition am Samstagabend vor dem ersten Advent, vor Pfingsten, und in der Frühe am ersten Weihnachtstag sowie am Ostersonntag (zwischen 4 Uhr und 6 Uhr). 
Manche Gemeinde läuten auch Silvester um Mitternacht in diesen drei Pulsen.

### Vorläuten
Das Vorläuten geht dem eigentlichen Hauptläuten vor Beginn des Gottesdienstes voraus. Je nach Ort können der Zeitpunkt und die Anzahl der Glocken variieren. Vielfach anzutreffenden Zeitpunkte für das Vorläuten sind 60 Minuten, 30 Minuten oder 15 Minuten vor Beginn. In der Regel kommen weniger Glocken zum Einsatz als beim Haupt- oder Zusammenläuten. In vielen Gemeinden wird nur mit einer einzelnen Glocke vorgeläutet. Bei rangniedrigen Anlässen (z. B. Werktagsgottedienst, Andacht) entfällt in einigen Gemeinden das Vorläuten.

### Haupt- oder Zusammenläuten
Das Haupt- oder Zusammenläuten ist in der Regel das letzte Glockenzeichen vor Beginn des Gottesdienstes und geschieht in der Regel mit einer größeren Gruppe von Glocken oder dem Vollgeläut. Vielfach anzutreffende Zeitpunkte für das Haupt- oder Zusammenläuten sind 15 Minuten, 10 Minuten, 7 Minuten, 5 Minuten oder 3 Minuten vor Beginn.

### Ausläuten
Einige Gemeinden (v. a. im evangelischen Bereich) praktizieren ein Ausläuten des Gottesdienstes nach dem Orgelnachspiel. In katholischen Gemeinden ist dies seltener anzutreffen. In beiden Konfessionen recht weit verbreitet ist das Ausläuten am Ende eines Trauungsgottesdienstes.

### Läuten während gottesdienstlicher Handlungen

#### Evangelium
In einigen katholischen Gemeinden wird geläutet, während der Priester bzw. Diakon das Evangelium liest. Hier wird meistens eine einzelne Glocke verwendet, oft dieselbe, die dann zur Wandlung läutet.

#### Wandlung, Einsetzungsworte / Vaterunser

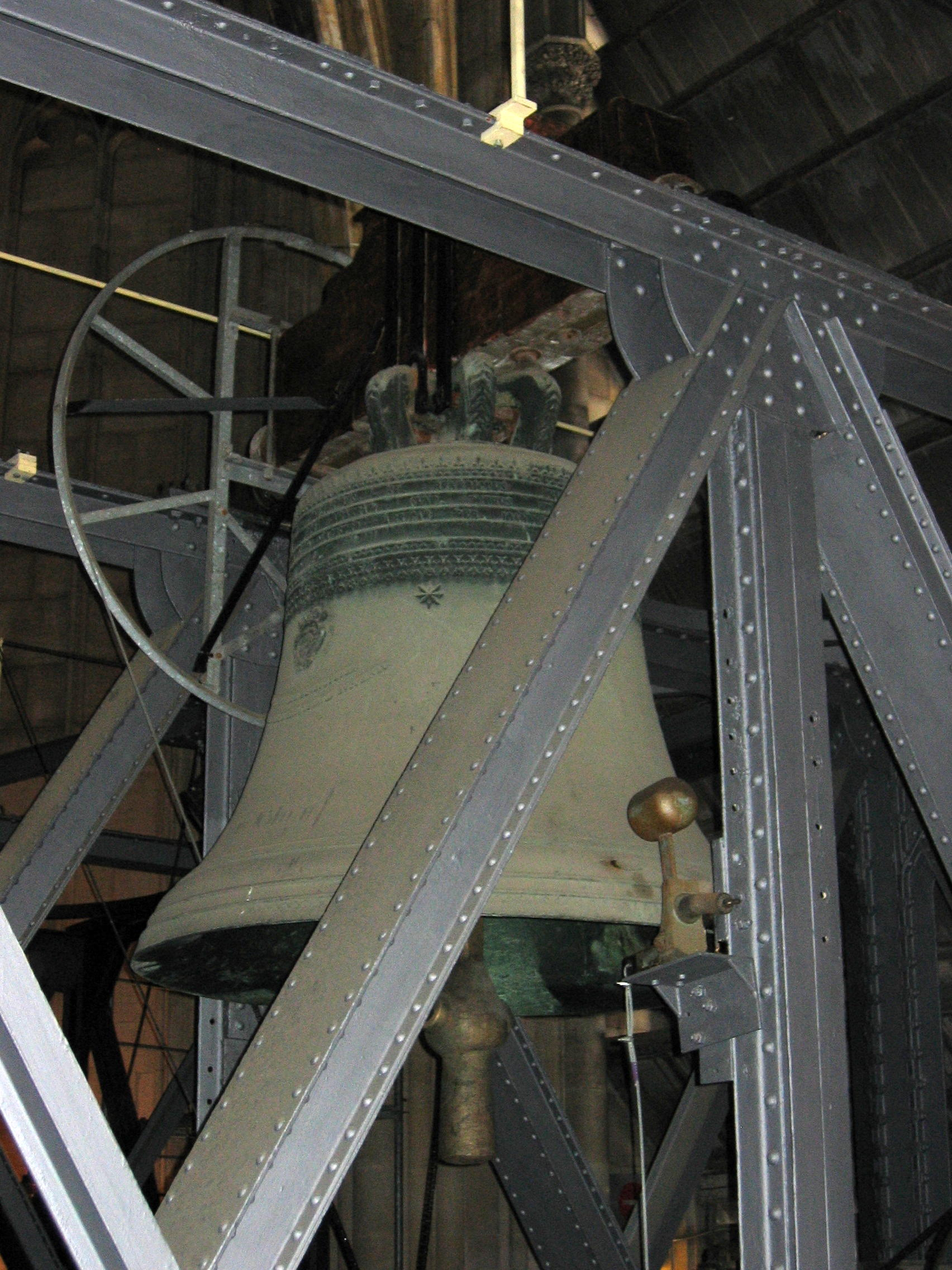
Glocke mit Schlagwerk (Dreikönigenglocke, Kölner Dom)

In katholischen Kirchen gibt es die Altarschellen oder den Altargong, die während der Einsetzungsworte von Messdienern geläutet oder mit einem Schlägel angeschlagen werden.
Regional unterschiedlich ist jedoch die Einbeziehung einer bestimmten Glocke aus dem Geläut. Hierbei kann die jeweilige Glocke entweder schwingend geläutet oder per Schlagwerk angeschlagen werden. Im letzteren Falle geschieht dies meist durch zwei Schlagfolgen mit jeweils drei kurz aufeinander folgenden Schlägen. Eine Differenzierung innerhalb einer Läuteordnung zwischen Anschlagen der Glocke und schwingendem Läuten kann beispielsweise Sonntage von Festtagen unterscheiden, wobei das schwingende Läuten Letzterem zuzuordnen wäre.
In Österreich sind viele Glocken mit Klöppelfänger ausgestattet. Auch hier wird während des Sanctus die Glocke eingeschaltet, wenn nicht schon früher geschehen, da die Glocken oft sehr hoch gezogen werden (der Klöppel wird währenddessen vom Klöppelfänger gehalten). Jeweils nach den Einsetzungsworten („Denn das ist mein Leib …“ und „Das ist mein Blut …“) wird der Klöppel aus der Verankerung gelöst und nach wenigen Schlägen wieder eingefangen; nach dem zweiten Einfangen wird die Glocke wieder abgeschaltet. Diese Läuteweise ermöglicht ein zeitgenaues Läuten der Glocke, was ohne Klöppelfänger nicht möglich wäre. In einigen Gemeinden wird gerade umgekehrt geläutet; hier läutet die Glocke während der Einsetzungsworte und schweigt jeweils für ein paar Sekunden nach den Worten „Denn das ist mein Leib …“ und „Das ist mein Blut …“.
In evangelischen Gemeinden (nicht in evangelisch-reformierten der Schweiz) findet das Wandlungsläuten im Vaterunserläuten seine Entsprechung, welches die Einsetzungsworte bei Gottesdiensten mit Heiligem Abendmahl einschließt und meist bis in das darauffolgende Agnus Dei hineinreicht. Das Anschlagen der betreffenden Glocke ist ebenso üblich. Hierzu mag bedeutsam sein, dass die evangelischen Kirchen gerade nach dem Krieg großen Wert darauf legten, ihre Läuteordnungen neu auszubauen und nirgends auch nur daran dachten, das tief in der Tradition verhaftete Vaterunserläuten aufzugeben.

#### Te Deum
Am Ende von katholischen Festgottesdiensten erklingt vielerorts zum feierlichen Te Deum das Vollgeläute.

#### Taufhandlung
Während des Taufaktes kann mit der speziellen Taufglocke geläutet werden. Der Glockensachverständige Kurt Kramer sagt über den Sinn des Taufläutens:

„Ich [finde] es sehr schade, dass in vielen Gemeinden das früher übliche Taufgeläut – es hängt ja fast auf jedem Turm eine Taufglocke – in Vergessenheit geraten ist. Wenn ein Mensch in die Gemeinschaft der Christen aufgenommen wird, ist das allemal ein Willkommengeläute und ein Gebet wert.“

Die Spruchbänder der Taufglocken haben gewöhnlich die Taufe zum Inhalt, z. B.:

„Kehrt um und lasst euch taufen auf den Namen Jesu Christi.“

„Lasset die Kinder zu mir kommen!“

#### Beisetzung
Zum Geleit und/oder zur Beisetzung auf dem Friedhof – bei weit entferntem Friedhof kann zur festen Zeit ein Gedächtnisläuten erfolgen – wird in den meisten Fällen mit der vorhandenen Sterbe-/Totenglocke oder der tontiefsten/größten Glocke für wenige Minuten geläutet.

## Regionale Läutetechniken und -anlässe
Durch die Vernichtung der Glocken im Zweiten Weltkrieg und aufgrund der Automatisierung durch Läutemotoren sind viele historische Läutebräuche verloren gegangen. Im Folgenden werden die wichtigsten Läutetraditionen und -techniken vorgestellt:
- Ausläuten (auch Schiedamläuten – dadurch Verwechslungsgefahr mit Schiedläuten (siehe: unten)):
  - Zusätzlich zum Schiedläuten (siehe: unten) gibt es in einigen Landgemeinden (v. a. in Tirol und Kärnten) den Brauch, den Verstorbenen "auszuläuten". Hierbei erklingt am Vortag des Begräbnisses oder am Begräbnistag selbst um 10:00, 11:00 oder 12:00 (nach dem Mittagsläuten) ein mehrstimmiges Geläut für den Verstorbenen. In Kärnten wird hier häufig in drei Sätzen (z. B. 11:00, 11:15 und 11:30) für jeweils einige Minuten geläutet. In Tirol wird häufig nach dem Mittagsläuten um 12:00 in einem Satz geläutet. In jenen Gemeinden, in denen das Ausläuten am Vortag des Begräbnisses stattfindet, ist dies manchmal auch der Zeitpunkt, ab dem der Verstorbene in der Aufbahrungshalle (die in Landgemeinden sehr nahe bei der Kirche liegt) öffentlich aufgebahrt ist.
- Beiern:→ Hauptartikel: Beiern
  - Das Beiern erfolgt in drei verschiedenen Techniken, die kombiniert oder abwechselnd verwendet wurden:
    - Anschlagen mehrerer Glocken, gleich bleibend in Melodie, Rhythmus und Tempo.
    - Anschlagen mehrerer Glocken in kunstvollen, häufig wechselnden Rhythmen, Melodien, Tempi, z. T. mit Triolen und Dopplungen (Beiern im engeren Sinne)
    - Durchziehen einer Glocke (die das Tempo bestimmt und je nach Anlass wechselt), zu der die übrige[n] Glocke[n] in verschiedenen Rhythmen eingestoßen, das heißt angeschlagen werden; feierlichste Form
- Fastenläuten:
  - In einigen Regionen der Schweiz ist es üblich, am Aschermittwoch um Mitternacht die Fastenzeit einzuläuten. Hierzu findet die größte vorhandene Glocke Verwendung.
- Hochzeitsläuten:
  - Ein seltener Brauch ist das Läuten anlässlich einer Hochzeit, das nicht in Verbindung mit dem eigentlichen Trauungsgottesdienst steht. So wird in einigen, wenigen Landgemeinden am Morgen oder Vormittag des Hochzeitstages (in jedem Fall noch vor der Trauung) geläutet (z. B. 11:00). Eine Hochzeitsglocke benannte Bronzeglocke wurde 2001 in der Pfarrkirche Mariä Himmelfahrt in Bad Birnbach aufgezogen: b1+5, 466 kg. Es ist die Meisterglocke des Glockengießers Rudolf Perner (* 1969, Enkel des Passauer Glockengießers Rudolf Perner, 1899–1982), der eine „Birnbacherin“ geheiratet hat. (Die örtliche Läuteordnung, die Hochzeitsglocke betreffend, ist nicht bekannt.)
- Kleppen:
  - Das Kleppen (auch: Glemmen, Halbzugläuten, Zinken) Schlagen einer kleinen Glocke einseitig gegen ihren Klöppel (nur per Seilzug möglich); besondere Signalwirkung je nach Zahl der Schläge.
- Nachschlag:
  - Der Nachschlag ist ein Nachläuten der größten beteiligten Glocke nach dem Hauptläuten, etwa eine halbe Minute lang und von jenem durch eine Pause von 5 bis 10 Sekunden getrennt. Statt des Nachläutens kann diese Glocke 3 × 3 Mal angeschlagen werden, beispielsweise an Karfreitag, Bußtag oder bei Passionsandachten.
- Ovemärgeläuten:
  - Auf dem Heuberg läuten die Glocken aller Evangelischen Kirchen in Meßstetten seit vorreformatorischer Zeit zum Ave Maria Gebet, im örtlichen Dialekt Ovemärgeläuten genannt.[4]
- Schiedläuten:
  - Das Schiedläuten (auch: Scheideläuten, Scheidungsläuten, Sterbeläuten, Schiedamläuten) bedeutet, dass beim Bekanntwerden eines Todesfalles mit der Schiedglocke – in der Schweiz und in Österreich auch mit der Zügenglocke (vgl. „in den letzten Zügen liegen“) – geläutet wird. Die Zügenglocke ist fast immer die kleinste Glocke des Geläuts. Die Schiedglocke kann ebenfalls die kleinste Glocke des Geläuts sein, manchmal handelt es sich hierbei aber auch um die größte Glocke (oder zweitgrößte, falls die größte Glocke den Festtagen vorbehalten ist). Das Schiedläuten kann entweder bei Eintreffen der Todesnachricht, nach dem nächsten Betläuten/Angelus oder zu einer anderen festen Zeit erfolgen. In Österreich gibt es auch teilweise noch den Brauch, dass beim Todesfall eines Mannes die Schiedglocke dreimal, beim Todesfall einer Frau zweimal und beim Tod eines Kindes einmal geläutet wird. Dieses Schiedläuten findet jedoch ausschließlich in Landgemeinden statt; ein Grund dafür ist sicherlich, dass in der Großstadt das Schiedläuten wohl mehrmals täglich erklingen würde. In der Eifel und im Saarland wird hierfür auch der Begriff Wegläuten verwendet (im Sinne von „Wegläuten aus dem Kreis der Lebenden / aus der Gemeinde“).
- Signieren:
  - Beim Signieren (auch: Vorspann) geht dem Hauptläuten das Läuten einer einzelnen Glocke voran. Zwischen beidem liegt eine Pause von 5 bis 10 Sekunden. Der Vorspann zeigt Besonderheiten eines Gottesdienstes an: Festtag, Abendmahl (falls es nicht regelmäßig gefeiert wird), Taufen.
- Taktläuten
  - Durchziehen aller Glocken in gleicher Pendelfrequenz, sodass die Anschlagfolge stets gleich bleibt; die größte Glocke gibt das Tempo vor. In Deutschland ist diese Läuteart nur in Billerbeck nachzuweisen. Weit verbreitet ist diese Art des Läutens in Slowenien.
  - Im italienischen Friaul werden sämtliche Geläute (meist dreistimmig und diatonisch) auf diese Art geläutet; so beispielsweise in Colle di Arba.[5]
- Das Große Frankfurter Stadtgeläute umfasst 50 Glocken von zehn Kirchen in Frankfurt am Main an Samstagen vor kirchlichen Feiertagen und Heiligabend.

## Profanes Geläut
- Armeseelen-/Verirrtenläuten:
  - Die Armeseelenglocke läutet eine Stunde nach Sonnenuntergang. Seit 1609 aus Rom verbreitet. Dieses Geläut diente zur Orientierung für diejenigen, die sich zu weit von der Stadt (Stadttore) entfernt und sich verirrt haben.
- Armesünderläuten:
  - Die Armesünderglocke läutete von Beginn der Führung des Verurteilten zur Hinrichtungsstätte bis kurz vor dessen Hinrichtung.
- Feuer-, Sturm- und Alarmläuten:
  - Rasches Anschlagen des Klöppels an eine Seite der Feuer- oder Alarmglocke. Im Berner Münster werden die beiden „Feuerglocken“ mit steigendem Tempo abwechselnd angeschlagen.
- Feuerläuten:
  - Auf dem Großer Heuberg in der Schwäbischen Alb werden nach der kleinen Glocke folgend alle anderen Glocken wild durcheinander angeschlagen.[6] Die Linzer Feuerlöschordnung vom 12. Oktober 1829 regelte hingegen ein geordnetes Läuten im Brandfalle: Die Bevölkerung wurde durch Anschlagen der Feuerglocke alarmiert, wobei die Anzahl der Glockenschläge den betroffenen Stadtteil anzeigte. Der Stadtwächter machte bei einem Brand in der Innenstadt 10, in der oberen Vorstadt 8, in der unteren Vorstadt und in Urfahr 6, in der äußeren Vorstadt 4 und im Landbezirk 2 Anschläge an der Feuerglocke.[7] Die Stadtbewohner wurden dabei zusätzlich mittels Feuerfahne (untertags) bzw. Feuerlaterne (nachts) gewarnt.[7]
- Marktläuten:
  - Eine bestimmte Glocke läutet zum Wochenmarkt. Dies geschieht beispielsweise an der Stiftskirche Herrenberg.
- Marienläuten:
  - Allabendlich im Sommer um 22.00 Uhr, im Winter um 21.00 Uhr läutet in Jever im Turm der ev. Kirche am Kirchplatz die bronzene „Marienglocke“. Sie wurde 1461 von dem Bremer Glockengießer Gert Klinghe für die Kirche im benachbarten ostfriesischen Dorf Eggelingen gegossen. Nach einer Fehde im Jahr 1540 wurde die Glocke als “Beutegut” jedoch nach Jever gebracht. Seitdem sorgt sie für das abendliche Marienläuten, das bereits zu Zeiten Maria von Jever angeordnet wurde und den Bürgern der Stadt das Ende des Tages und den Beginn der Nachtruhe anzeigen soll.
- Neujahrsläuten bzw. Läuten zum Jahreswechsel:
  - Das Neujahrsläuten ist weit verbreitet. Der Ursprung liegt in dem heidnischen Brauch, mit Lärm böse Dämonen zu vertreiben, so wie es auch das Silvesterfeuerwerk tun soll. In der Regel beginnt das Läuten um 24 Uhr und dauert zwischen 10 Minuten und 1 Stunde. In der Schweiz ist es üblich, das alte Jahr noch vor Mitternacht auszuläuten (gegen 23:45 Uhr). Für das Ein- und Ausläuten erklingen meistens alle vorhandenen Glocken, jedoch weniger der Festlichkeit wegen, sondern um eine möglichst hohe Lautstärke zu erzeugen. Das Ausläuten des alten Jahres kann mit der größten Glocke erfolgen.
- Sechseläuten in der Schweiz:
  - Das Läuten der Glocke um sechs Uhr signalisiert hier das Ende des Arbeitstages. In Zürich gibt es ein eigenes Fest zum Beginn des Sechseläutens jeweils im Frühling.
  - → Hauptartikel: Sechseläuten
- Die Campana dei Caduti oder Maria Dolens in Rovereto (Trentino, Italien) läutet allabendlich um 21:30 Uhr als Mahnung gegen Krieg und zum Frieden. Dies ist die viertgrößte läutefähige Glocke weltweit.

## Uhrschlag
Der Uhrschlag, ein in erster Linie profanes Zeichen, wird traditionsgemäß häufig mit Kirchenglocken angegeben, was auch damit zu tun hat, dass sich in weltlichen Gebäuden seltener Glocken befinden; außerhalb von Kirchen trifft man Turmuhren mit Schlagwerk am ehesten noch bei Rathäusern und Schlössern an, nur noch vereinzelt bei Schulen oder Bahnhöfen. Religiös interpretiert wird der Uhrschlag unter der Vorstellung, dass „unsere Zeit in Gottes Händen“ steht. Aufgrund von Klagen wegen Lärmbelästigung kann der Uhrschlag bei den neuen elektrischen Uhrwerken in der Nacht abgestellt oder in der Lautstärke gemindert werden. Inzwischen sind aber auch Fälle bekannt, wo in der Gemeinde der Uhrschlag auf allgemeinen Wunsch nachts wieder angestellt wurde. Grundsätzlich wird der Uhrschlag aufgrund seines säkularen Ursprungs juristisch anders bewertet als liturgisches Läuten, welches prinzipiell durch das Recht auf freie Religionsausübung geschützt ist.